# 世にも奇妙な物語 春の特別編 (1996年)
『世にも奇妙な物語 春の特別編』（よにもきみょうなものがたり はるのとくべつへん）は、1996年3月25日（月）21:00 - 22:24にフジテレビで放送された『世にも奇妙な物語』の特別編。

## ミッドナイトDJ

### キャスト
- 榊原達彦 - 石黒賢
- 村瀬基美 - 菅野美穂
- 男 - 升毅
- プロデューサー・高田 - 中原潤
- ディレクター・山本 - 菅原大吉
- アシスタント・松岡 - 田中優樹
- ミキサー・吉本 - 大森南朋
- オペレーター・栗原玲子 - 築山万有美
- ディスクジョッキー・田中 - 高橋直純
- 榊原良子 - 安達香代子
- 榊原拓也 - 酒井翔太郎
- 中年女性の声 - 北川智繪
- 中年男の声 - 森羅万象
- 若い男の声 - 棚橋ナッツ
- 女子高生の声 - 樺山資子

### スタッフ
- 脚本 - 三上幸四郎、落合正幸
- 演出 - 落合正幸

## 年功不序列

### キャスト
- 川野洋平 - 金田明夫
- 新部長・小宮 - 袴田吉彦
- 社員・島岡 - 伊藤俊人
- セミナー講師 - 山崎一
- 中年生徒・宮野 - 斉藤暁
- 常務 - 西村淳二
- 元部長 - 伊藤眞
- 女子社員・三島 - 古都慈子
- 女子社員・林 - 七瀬理香
- 女子社員・平野 - 有本千鶴
- 男性社員 - 大島信一
- 中年社員 - 斉藤弘勝
- コギャル講師 - 川崎愛
- ティッシュを配る男 - 衣笠祐馬
- ティッシュを配る娘 - 照井あゆ

### スタッフ
- 脚本 - 高橋留美
- 演出 - 土方政人

## 怪我

### キャスト
- 龍村美咲 - 鷲尾いさ子
- 龍村幸夫 - 今井雅之
- 刑事・赤瀬川 - 大杉漣
- 刑事・村上 - 井田州彦
- 検視官 - 佐戸井けん太
- ドライバー - 田中哲司
- 助産婦・木村 - 草村礼子

### スタッフ
- 原作 - 中井紀夫「怪我」（『死神のいる街角』所収 / 出版芸術社)
- 脚本 - 君塚良一
- 演出 - 小椋久雄